# Alice en Bob

In deze afbeelding stuurt Bob (groen) een bericht aan Alice (lila), maar de gebruikelijke conventie is andersom.

Alice en Bob zijn symbolische namen die veel in uiteenzettingen, vooral in de cryptografie worden gebruikt. Zinnen zoals Persoon A wil een bericht naar persoon B zenden. worden vlug moeilijk om te volgen. De reden daarvoor in de plaats bijvoorbeeld Alice en Bob te gebruiken, is dat ze in een tekst de persoonlijke voornaamwoorden een ondubbelzinnige betekenis geven. Deze twee namen werden zo gekozen dat ze overeenkomen met de eerste letters van het alfabet. Er worden in de cryptografie en de computerbeveiliging nog meer namen voor de verschillende deelnemende partijen gebruikte, die in de diverse protocollen aan bod komen. De namen zijn enigszins suggestief en zijn als metasyntactische variabelen te zien.
In de praktijk van deze protocollen kan men algemeen aannemen dat de acties die door personages zoals Alice en Bob worden uitgevoerd normaal gezien niet rechtstreeks door menselijke gebruikers worden uitgevoerd, maar eerder door een automatisch instrument, zoals een computerprogramma, dat dit voor de eindgebruiker doet.

## Lijst van personages
Er worden hier alleen de namen behandeld, die betrekking hebben op de cryptografie.
- Alice en Bob. In het algemeen wil Alice een bericht zenden naar Bob. De namen werden door Ronald Linn Rivest verzonnen voor een artikel uit Communications of the ACM uit 1978 waarin RSA werd gepresenteerd. Het technisch verslag over RSA uit 1977 gebruikte deze namen nog niet. Rivest zegt dat de namen geen verband houden met de film Bob & Carol & Ted & Alice uit 1969.
- Carol is een derde deelnemer in de communicatie.
- Dave, een vierde deelnemer, komt vaak daarna en zo kan het alfabetisch verder gaan.
- Eve, een luistervink, Engels eavesdropper, een passieve aanvaller. Hoewel Eve berichten tussen Alice en Bob kan afluisteren, kan ze deze niet beïnvloeden en wijzigen.
- Isaac, een internetprovider
- Ivan, een uitgever
- Justin, justitieel medewerker
- Mallory of Mallet, van het Engelse malicious, kwaadwillig, is een actieve aanvaller. Mallory kan in tegenstelling tot Eve berichten wijzigen, vervangen door haar eigen berichten, oude berichten opnieuw afspelen enzovoort. Een systeem beveiligen tegen Mallory is veel moeilijker dan het beveiligen tegen Eve.
- Matilda, een handelaar
- Oscar, een tegenstander, zoiets als Mallory
- Peggy of Pat, Vanna en Victor — Peggy moet in het algemeen een bewijs geven en Victor iets verifiëren.
- Plod, een ordehandhaver, de P van politie
- Trudy, een indringster, intruder, is gevaarlijker dan Eve, doordat ze doorgaande berichten kan wijzigen. Bob en Alice zouden zulke wijzigingen moeten kunnen detecteren, en dan kunnen ze het gewijzigde bericht negeren of het correcte bericht terughalen ondanks de inbreuk. Wanneer ze dit niet kunnen, kan Trudy veel schade berokkenen.
- Trent, een vertrouwde bemiddelaar, trusted arbitrator, een neutrale derde partij, de rol van Trent varieert naargelang het protocol.
- Walter, een opzichter of bewaker, warden, nodig om Alice en Bob te bewaken, afhankelijk van het protocol

## Websites
- (en)  CH Lindsey. Regulation of Investigatory Powers Bill: Some Scenarios, 2000.
- (en)  The Story of Alice and Bob